# SEX (사진집)
《SEX》는 스티븐 마이젤에 의해서 촬영된 마돈나의 누드 사진집이다. 워너 북스에서 1992년 10월 21일에 발매되었다. 마돈나의 5번째 스튜디오 앨범 Erotica의 부속물이다.